# Paralionotulus mervensis
Paralionotulus mervensis är en stekelart som först beskrevs av Rad. 1887.  Paralionotulus mervensis ingår i släktet Paralionotulus och familjen Eumenidae. Inga underarter finns listade i Catalogue of Life.